# 227962 Aramis
227962 Aramis este o planetă minoră (asteroid), cu un diametru de 4,458 km, din centura de asteroizi. A fost descoperită pe 19 aprilie 2007 la Saint-Sulpice de Bernard Christophe⁠(d) și a fost numită după Aramis⁠(d). 
Obiectul prezintă o orbită caracterizată de o semiaxă mare de 2,9175145153565 UAi, o excentricitate de 0,02, o înclinație de 5,4 ° în raport cu ecliptica.